# Hal Lear
Harold C. Lear, detto Hal (Filadelfia, 31 gennaio 1935 – White Plains, 25 giugno 2016), è stato un cestista statunitense, professionista nella NBA e nella ABL.

## Carriera
Fu eletto Most Outstanding Player del Torneo NCAA 1956, nonostante la sconfitta in semifinale dei suoi Temple Owls contro gli Iowa Hawkeyes.
Terminata l'esperienza nella NCAA, venne scelto al primo giro del Draft NBA 1956 dai Philadelphia Warriors, come ottava scelta assoluta. Nella stagione 1956-1957 disputò solo 3 incontri, mettendo a referto 4 punti in 14 minuti giocati.
Lasciò la NBA per giocare nella Eastern Professional Basketball League (EPBL) negli Easton-Phillipsburg Madisons, venendo nominato MVP del campionato 1956-1957; militò inoltre nei New Haven Elms.
Prese parte all'American Basketball League esistita tra il 1961 ed il 1963, militando nei Cleveland Pipers, nei Los Angeles Jets e nei Pittsburgh Rens.
In seguito giocò ancora nella EPBL nei Wilkes-Barre Barons, e nei Camden Bullets tra il novembre 1962 ed il 1964.

## Palmarès
- NCAA Basketball Tournament Most Outstanding Player (1956)
- All-NCAA Team (1956)[7]
- EPBL Most Valuable Player (1957)